# نامه‌ای از پکن
نامه‌ای از پکن نام یک کتاب ادبی است که توسط پرل باک، نویسندهٔ اهل ایالات متحده آمریکا نوشته شده‌است.